# Nyiragongo (Territorium)
Nyiragongo (französisch Territoire de Nyiragongo) ist ein Territorium in der Provinz Nord-Kivu im Osten der Demokratischen Republik Kongo.

## Geographie
Nyiragongo liegt im Osten an der Grenze zu Ruanda. Benachbarte Verwaltungseinheiten sind zudem im Norden das Rutshuru-Territorium, im Süden die Stadt Goma und im Westen das Masisi-Territorium. Der Großteil des Gebiets ist Teil des im Norden gelegenen Virunga-Nationalparks in welchem sich auch der Vulkan Nyiragongo (3470 m) befindet. Der Stratovulkan gilt als einer der aktivsten Vulkane der Erde. Bei einem Ausbruch im Mai 2021 wurden etwa 360.000 bis 600.000 Menschen vorübergehend in die Flucht getrieben. 32 Menschen kamen ums Leben, darunter 13 bei der Evakuierung.

## Verkehr
Durch das Verwaltungsgebiet verläuft die Fernstraße N2 von Goma am Kiwusee im Süden aus Richtung Nordosten.

## Wirtschaft
Zu den angebauten Landwirtschaftsprodukten in Nyiragongo zählen Mais, Süßkartoffeln, Zwiebeln und verschiedene weitere Gemüsesorten.